# Сельское поселение «Деревня Акимовка»
Сельское поселение «Деревня Акимовка» («Деревня Нижняя Акимовка») — муниципальное образование в составе Жиздринского района Калужской области России.
Центр — деревня Акимовка. Сельское поселение образовано законом Калужской области от 28 декабря 2004 года № 7-ОЗ.

## Население
| 2010 | 2012 | 2013 | 2014 | 2015 | 2016 | 2017 |
| ---- | ---- | ---- | ---- | ---- | ---- | ---- |
| 767  | ↘755 | ↘747 | ↗759 | ↘740 | ↘730 | ↘725 |
| 2018 | 2019 | 2020 | 2021 |      |      |      |
| ↘708 | ↘693 | ↘689 | ↗723 |      |      |      |

## Состав
В поселение входят 15 населённых мест:
- деревня Акимовка
- деревня Будылевка
- деревня Верхнее Ашково
- деревня Дедное
- деревня Дубище
- поселок Дубищенский
- деревня Дынное
- деревня Иванково
- село Кондрыкино
- деревня Мужитино
- деревня Нижнее Ашково
- деревня Никитинка
- деревня Ослинка
- деревня Остров
- деревня Редьково

## Население
Население сельского поселения составляет 767 человек.